# Tobongszan
A Tobongszan (hangul: 도봉산, handzsa: 道峰山, RR: Dobongsan) hegy Dél-Koreában, a Pukhanszan (Bukhansan) nemzeti parkban található. Kiterjed Szöul, Idzsongbu (Uijeongbu) és Jangdzsu (Yangju) városok egyes részeire Kjonggi (Gyeonggi) tartományban. Legnagyobb csúcsa 739,5 m. A legközelebbi vasúti, illetve metrómegálló a Tobongszan (Dobongsan) állomás.